# Ambinanindrano (Ambositra)

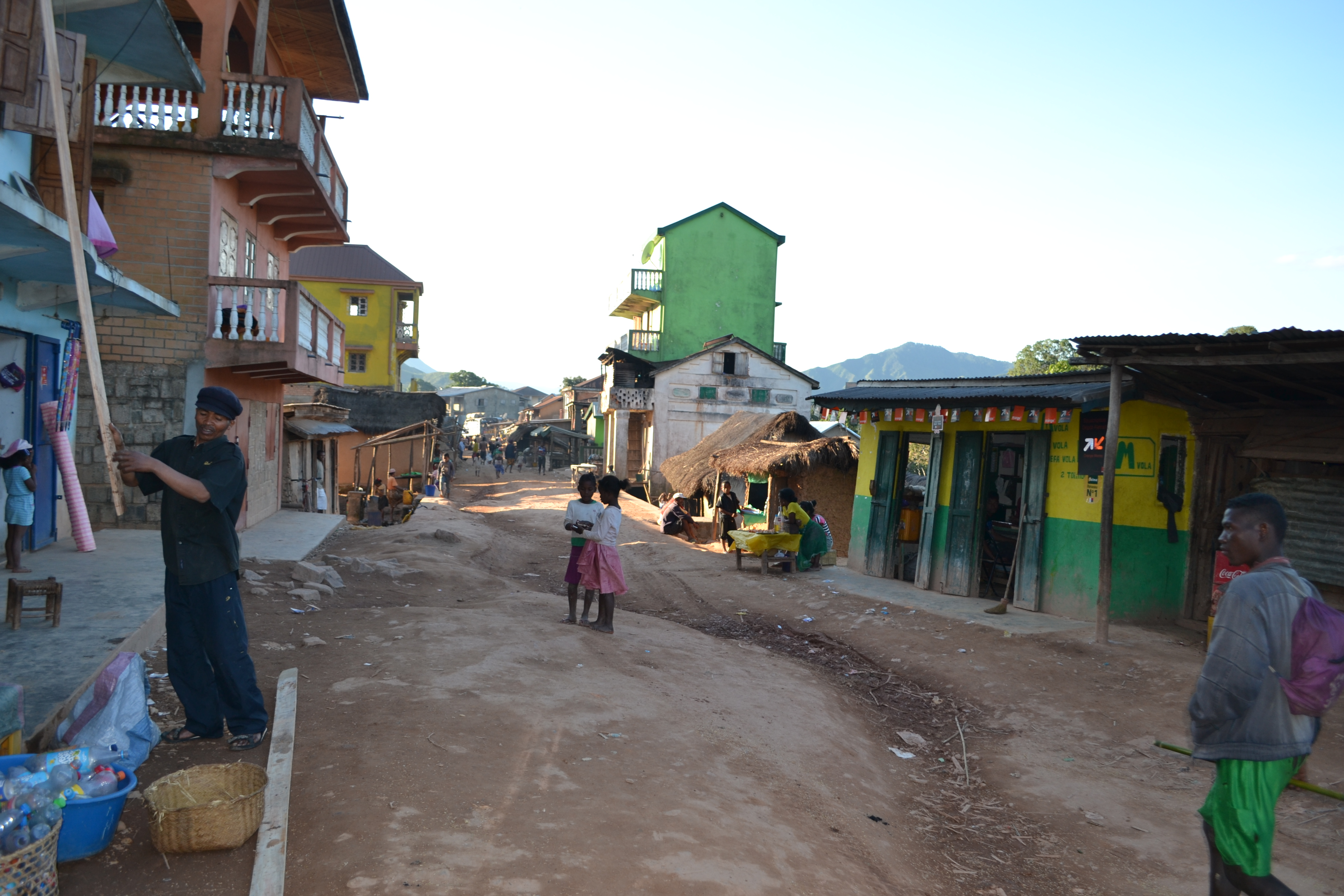

Ambinanindrano est une commune rurale malgache située dans la partie sud-est de la région d'Amoron'i Mania.

## Géographie: Climat et Végétation
Ambinanindrano partage le climat tropical. Il y fait très chaud surtout pendant l'été. C'est une zone humide et pluvieuse presque pendant toute l'année.
Selon les témoignages des Pères travaillant au sein du District en 2014, Ambinanindrano s'inscrit parmi la zone forestière. Toutefois, il n'y reste que des arbustes dû aux cultures sur brulis. Les collines et les vallées sont ornées par la culture des cannes à sucre en vue des productions de rhum local "Ambinanindrano"
Le fleuve de Mananjary passe à Ambinanindrano, partant plus loin de Vohidahy.

## La Mission Catholique à Ambinanindrano
En ce qui concerne l’Église Catholique à Ambinanindrano, le District missionnaire est formé de la Commune d’Ambinanindrano, de Vohidahy, d’une partie de la Commune d’Ambato. Selon la statistique officielle du Diocèse d’Ambositra en la date du 1er janvier 2016, il y a dans le district missionnaire d’Ambinanindrano 29 Postes (clochers de brousses) ; 02 Pères, P. Arsène (Directeur) et P. Pierrot (Vicaire), Fr. Bruno (Régent).
-	Population : 18 496
-	Baptisées catholiques : 7 282
-	Communiés : 4 364
-	Catéchumènes : 112
-	« Churchgoers Pâques » : 2 127
-	Office du Dimanche : 2 189
-	Élèves en Primaires : 2 774
-	Élèves en Secondaires : 390
-	Mouvement d’Enfance : 329 enfants
-	Mouvement des Jeunes : 191 (Dimanche des Rameaux)
Citons entre autres des prêtres qui ont y déjà travaillé : PP. Leroy ; André Desmaeker ; Ludovic Courau ; Gilbert Rakotoarimanana; Louis de Gonzague ; Jean Etienne ; Cyrille ; Haja ; Gaston ; Arsène ; Pierrot ; Jean Marcel. Les stagiaires en année de Régence qui s'y sont succédé sont : Frère Marcel ; Frère Bruno.
Les Sœurs Missionnaires de Notre Dame de Fatima sont y arrivées depuis 2004. Elles se préoccupent du Collège Saint Francisco Marto (Maternelle jusqu’à la Troisième). Elles servent aussi dans un dispensaire catholique du lieu, le dispensaire Notre-Dame de Fatima (sur le même site que le collège).
En 2021 les religieuses ont quitté Ambinanindrano. C'est un prêtre diocésain, le père Séraphin Andriamanarinahasindrakajy, qui a pris le relais. Il a développé le collège avec la création de 4 nouvelles salles de classes en 2022 et 2 autres en 2024. Le collège compte à la rentrée de septembre 2024 548 élèves. Il a également, avec le soutien de l'association Esperanza Joie des Enfants qui accompagne Ambinanindrano depuis 2006, déployé un programme d'Activités Génératrices de Revenus dont bénéficient fin 2024 234 familles.
Le District enregistre 03 Séminaristes.

## Économie et manières communes de gagner sa vie
La population vit du secteur primaire. L’agriculture tient la première place. La plupart des gens gagne sa vie de la fabrication de rhum local. Trois fois par semaine, aux jours du marché (mardi-jeudi-samédi), les paysans vendent leurs produits aux collecteurs. Ces derniers assurent le transport pour les deboucher. Sauf erreur de notre part, le rhum d’Ambinanindrano porte la marque-déposée « Rianala ». Cette activité nourrit presque tous les foyers et les familles.
Pendant les campagnes d’élection des députés, on a promis à la population de légaliser au niveeau du Parlement cette production car le "toaka gasy" est en principe poursuivi par la Loi malagasy. On a promis aussi la réhabilitation de la route liant Ambinanindrano-Ambositra (64 km) mais le proverbe anglo-saxon "works speak louder than words" semble oublié des responsables. La population avait une espérance vive à l'accession de Mr Doris à la tête de la mairie, du fait qu'il a été élu sous le fanion du MAMPIRAY. Cette Association d'avoir promis pas mal des œuvres de développement.